# Nesospingus speculiferus
La tanagra di Portorico (Nesospingus speculiferus (Lawrence, 1875)) è un uccello passeriforme endemico di Portorico. È l'unica specie nota del genere Nesospingus e della famiglia Nesospingidae.